# Obwód mołodeczański
Obwód mołodeczański, także: mołodecki (biał. Маладэчанская вобласць; ros. Молодечненская область) – jednostka administracyjna Białoruskiej SRR istniejąca w latach 1944–1960.

## Historia
Obwód powstał 20 września 1944 i objął tereny dawnego obwodu wilejskiego z lat 1939–1941. Został zlikwidowany 20 stycznia 1960 i podzielony między obwody: witebski (9 rejonów), grodzieński (4 rejony) i miński (7 rejonów).

## Podział administracyjny
W skład obwodu wchodziły rejony: iliański (zlikwidowany w 1957), iwiejski, juraciszkański, krzywicki, kuraniecki (od 1946: wilejski), mołodecki, miadziolski, ostrowiecki, oszmiański, postawski, radoszkowicki, smorgoński, świrski (zniesiony w 1959), wołożyński.
8 stycznia 1954 dołączono rejony: brasławski, dokszycki, duniłowicki, dziśnieński (zlikwidowany w 1959), głębocki, miorski, szarkowszczyński i widzki ze zlikwidowanego obwodu połockiego oraz rejon iwieniecki z obwodu baranowickiego. Rejon iwiejski przekazano obwodowi grodzieńskiemu.